# Christian Träsch
Christian Träsch (Ingolstadt, 1 de setembro de 1987) é um futebolista alemão que atua como Lateral-Direito. Atualmente, joga pelo Ingolstadt 04.

## Carreira
Christian Träsch começou a carreira no Munique 1860 II.

## Títulos
Wolfsburg
- Copa da Alemanha: 2015